# Alen (vis)
De alen (Saccopharyngiformes) vormen een orde van straalvinnigen. Ze hebben op het eerste gezicht overeenkomsten met de palingachtigen (Anguilliformes), maar er zijn enkele interne verschillen. De meeste soorten in deze orde zijn diepzeevissen. 

## Kenmerken
Bij de vissen ontbreken sommige botten, zoals de kieuwplaten en ribben en een zwemblaas. De kaken zijn vrij groot en sommige soorten kunnen vissen verschalken die groter zijn dan zijzelf. 

## Leefwijze
De vis voedt zich met eenoogkreeftjes, vissen, garnalen en plankton. Hij opent zijn bek als een visnet en zwemt naar zijn prooi.

## Taxonomie
Er worden vier families onderscheiden
- Onderorde Cyematoidei (Zwarte diepzeealen)
  - Familie Cyematidae (Zwarte diepzeealen)
- Onderorde Saccopharyngoidei (Pelikaanalen)
  - Familie Saccopharyngidae (Pelikaanalen)
  - Familie Eurypharyngidae (Scholveralen of Gulpers)
  - Familie Monognathidae (Eenkaaksalen)